# Bitva u Awy
Bitva u Awy (japonsky 阿波沖海戦, Awa oki kaisen) byla námořní bitva, která se uskutečnila 28. ledna 1868 během války Bošin v oblasti zátoky Awa v provincii Awa na japonském ostrově Šikoku. Zátoka Awa se nachází nedaleko města Ósaka, které však leží na ostrově Honšú. V této bitvě se utkaly lodě Tokugawského šógunátu s plavidly knížectví Sacuma, jež bylo věrné císařskému dvoru v Kjótu. Byla to druhá námořní bitva v japonské historii, kdy se vzájemně utkaly moderní námořní síly (tou první byla bitva v průlivu Šimonoseki v roce 1863). Šógunátní loďstvo vedené admirálem Takeakim Enomotem zaznamenalo jedno z řídkých vítězství ve válce Bošin. Bitva u Awy začala den poté, co se rozhořela pozemní bitva u Toby a Fušimi, kterou naopak šógunátní vojsko bojující proti císařské armádě prohrálo.

## Shrnutí
Vojsko knížectví Sacuma se mělo vrátit do Kagošimy na poloostrově Sacuma na palubě dvou dopravních lodí, Šómaru o výtlaku 461 tun a Heiun Maru o neznámém výtlaku, jež měla chránit sacumská válečná kolesová korveta Kasuga o výtlaku 1310 tun kotvící v přístavu Hjógo. Šógunátní loďstvo vedené admirálem Enomotem se nacházelo poblíž. Jeho hlavní lodí byla paroplachetní fregata Kaijó Maru o výtlaku 2632 tun, která z moře podporovala bitvu u Toby a Fušimi. Enomotovo loďstvo se přesunulo, aby zabránilo odplutí sacumských lodí.
Brzy ráno 28. ledna vypluly sacumské lodě z přístavu Hjógo. Zatímco Heiun Maru se vydala průlivem Akaši mezi ostrovy Honšú a Awadži, korveta Kasuga spolu s Šómaru pluly na jih ke Kitanskému průlivu. Šógunátní fregata Kaijó Maru je pronásledovala a chystala se k boji. Ze vzdálenosti 1200–2500 metrů vypálila na obě lodi asi 25 ran, načež Kasuga odpověděla 18 výstřely. Ani jedna strana přitom neutrpěla žádné vážnější škody. Jakmile však dorazily další šógunátní lodě, škuner Banrjú o výtlaku 376 tun a Šókaku o neznámém výtlaku, přestala Kasuga bojovat, a jelikož byla rychlejší než Kaijó Maru, prchla do Kagošimy. Se Šómaru, která nedokázala nepříteli uniknout, najela její posádka u Juki v prefektuře Tokušima na břeh a vyhodila ji do vzduchu. Při pohledu na hořící Šómaru vyjádřil admirál Enomoto její statečné posádce svůj obdiv.
Budoucí vrchní velitel Japonského císařského námořnictva velkoadmirál Heihačiró Tógó se bitvy zúčastnil v řadách císařského loďstva. Sloužil na palubě korvety Kasuga jako praporčík.